# Kock (osada)
Kock – osada w Polsce położona w województwie lubelskim, w powiecie lubartowskim, w gminie Kock. Osada  nie wchodzi w skład miasta Kock.
W latach 1975–1998 miejscowość należała administracyjnie do województwa lubelskiego.